# Frederick Feliciano
Frederick Feliciano ist ein philippinischer Mountainbike- und Straßenradrennfahrer.
Frederick Feliciano gewann 2005 bei den Südostasienspielen in Manila die Silbermedaille im Cross-Country-Rennen. Im nächsten Jahr gewann er auf der Straße eine Etappe bei der Tour of the Philippines und wurde Zweiter der Gesamtwertung. Bei den Asienspielen 2006 in Doha belegte er den neunten Platz im Mannschaftszeitfahren mit der philippinischen Nationalmannschaft. Im nächsten Jahr war Feliciano dann beim Prolog der Tour of the Philippines erfolgreich.

## Erfolge – Mountainbike
2005
- Südostasienspiele – Cross Country